# انتخابات سراسری ژاپن (۲۰۰۹)
انتخابات سراسری ژاپن (انگلیسی: 2009 Japanese general election)، در ۳۰ اوت ۲۰۰۹ برای انتخاب ۴۸۰ عضو مجلس نمایندگان (ژاپن) برگزار شد. حزب دموکرات (ژاپن) (DPJ) ائتلاف حاکم (حزب لیبرال دموکرات (ژاپن) (LDP) و حزب جدید کومیتو) را در یک شکست بزرگ شکست داد، کسب ۲۲۱ کرسی از ۳۰۰ کرسی حوزه انتخابیه و دریافت ۴۲٫۴ درصد از آرای بلوک متناسب برای ۸۷ کرسی دیگر، در مجموع ۳۰۸ کرسی به تنها ۱۱۹ کرسی برای LDP (64 کرسی حوزه انتخابیه و ۲۶٫۷ درصد از آرای متناسب).